# کاکل (نشان)

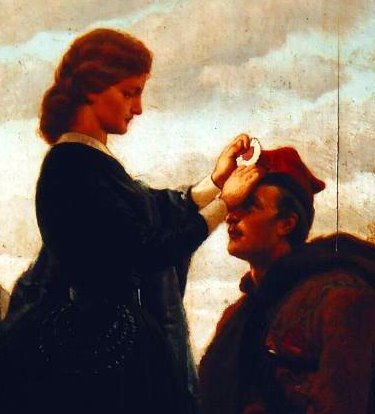
زنی که در قیام ژانویه ۱۸۶۳-۱۸۶۴ یک کاکل قرمز و سفید را به کلاه rogatywka مربع شکل روی کلاه یک شورشی لهستانی می‌بندد.

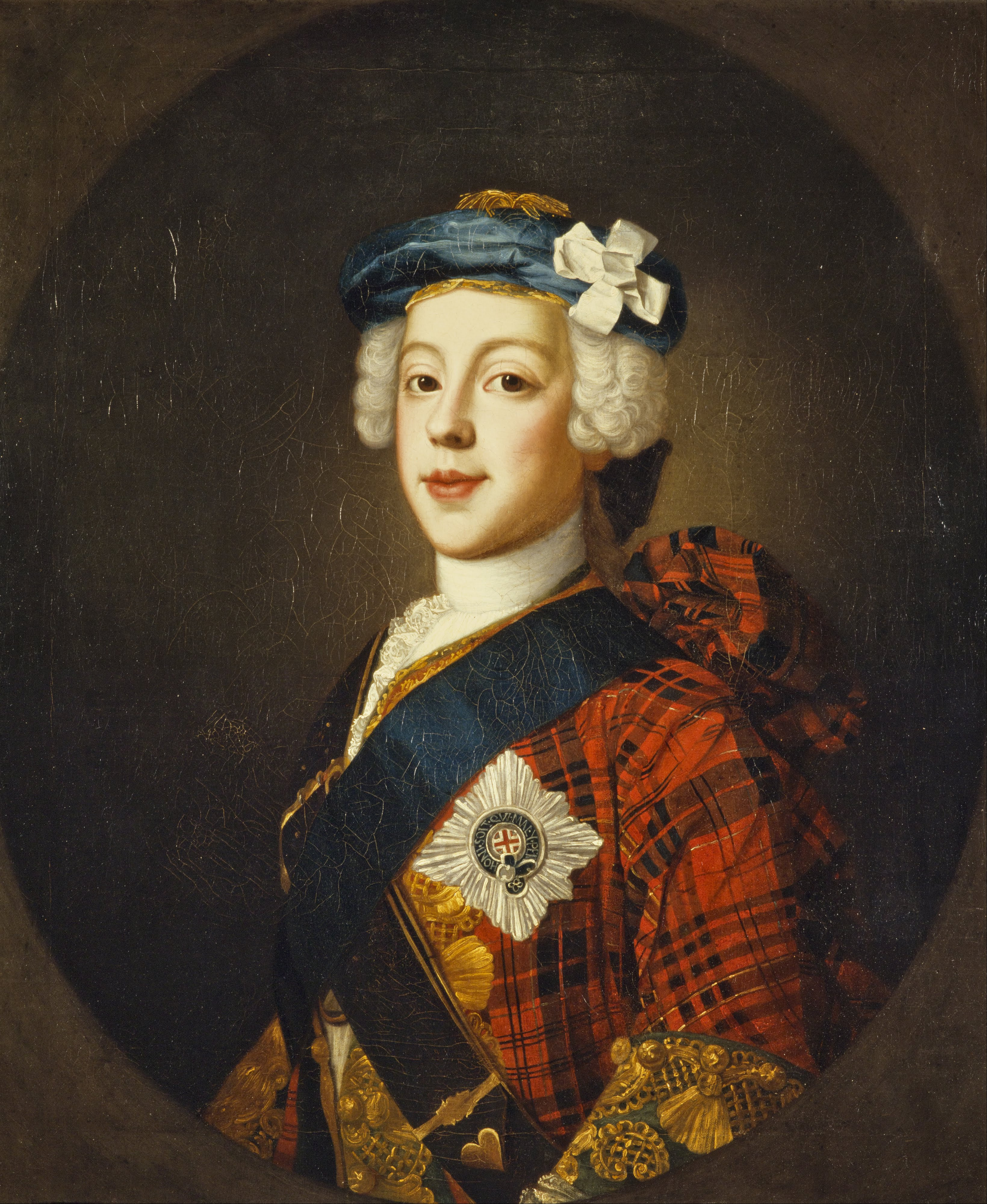
چارلز ادوارد استوارت با کلاهی با کاکل سفید (یعقوبی‌گرایی).

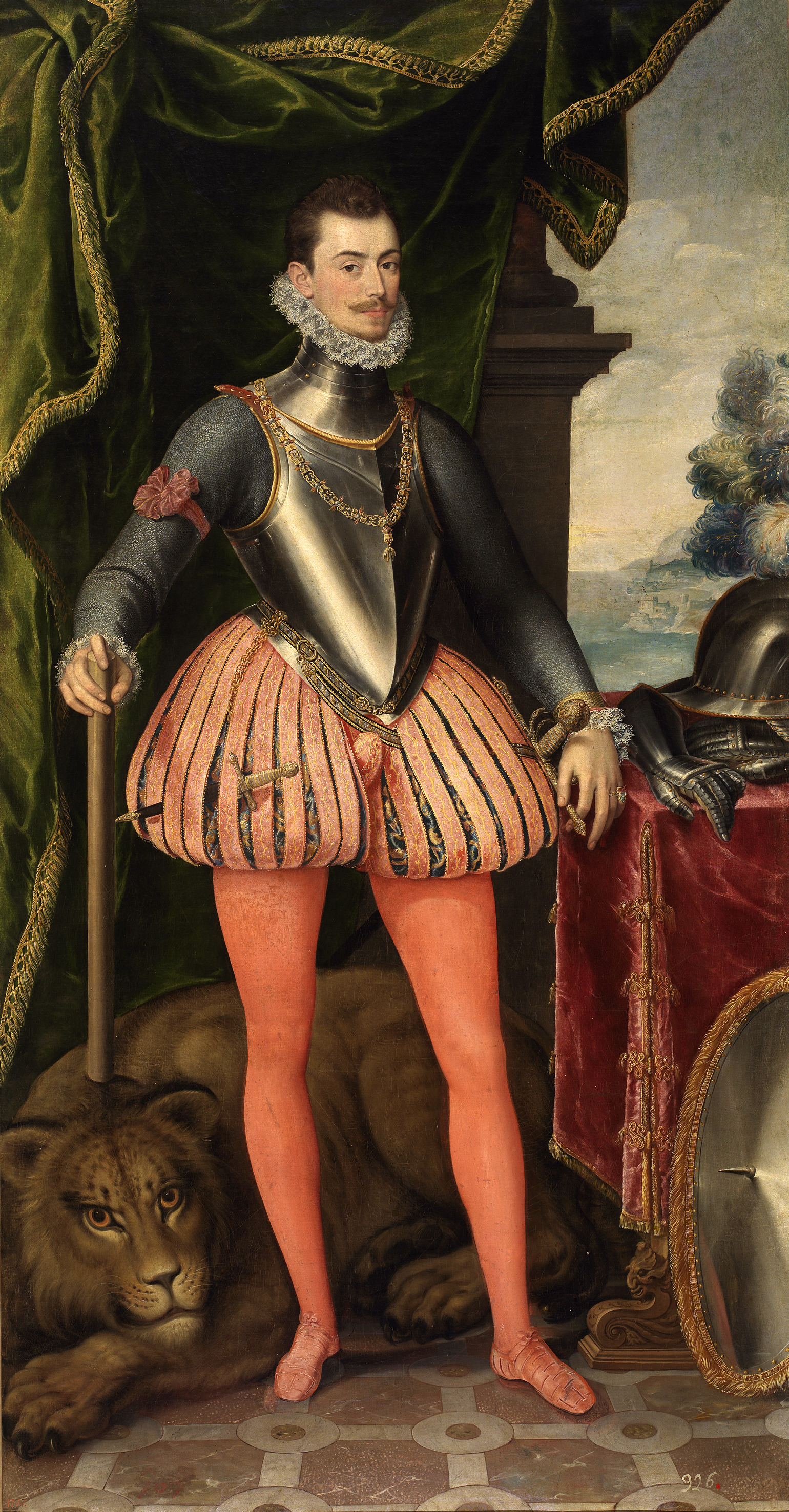
جان اتریشی که کاکل قرمز ارتش اسپانیا را پوشیده است.

کاکُل (به انگلیسی: Cockade) گره‌ای از روبان‌ها یا نمادهای دایره‌ای یا بیضی‌شکل با رنگ های متمایز است که معمولاً روی کلاه یا کلاه لبه‌دار قرار می‌گیرد.
کلمه cockade از فرانسوی cocarde گرفته شده است که این کلمه نیز از فرانسوی قدیمی coquarde، مؤنث coquard (بیهوده، متکبر)، از coc (خروس)، با منشأ تقلیدی به دست آمده است. قدیمی‌ترین سندی که برای استفاده از این کلمه وجود دارد مربوط به سال ۱۷۰۹ میلادی است. 

## قرن هجدهم

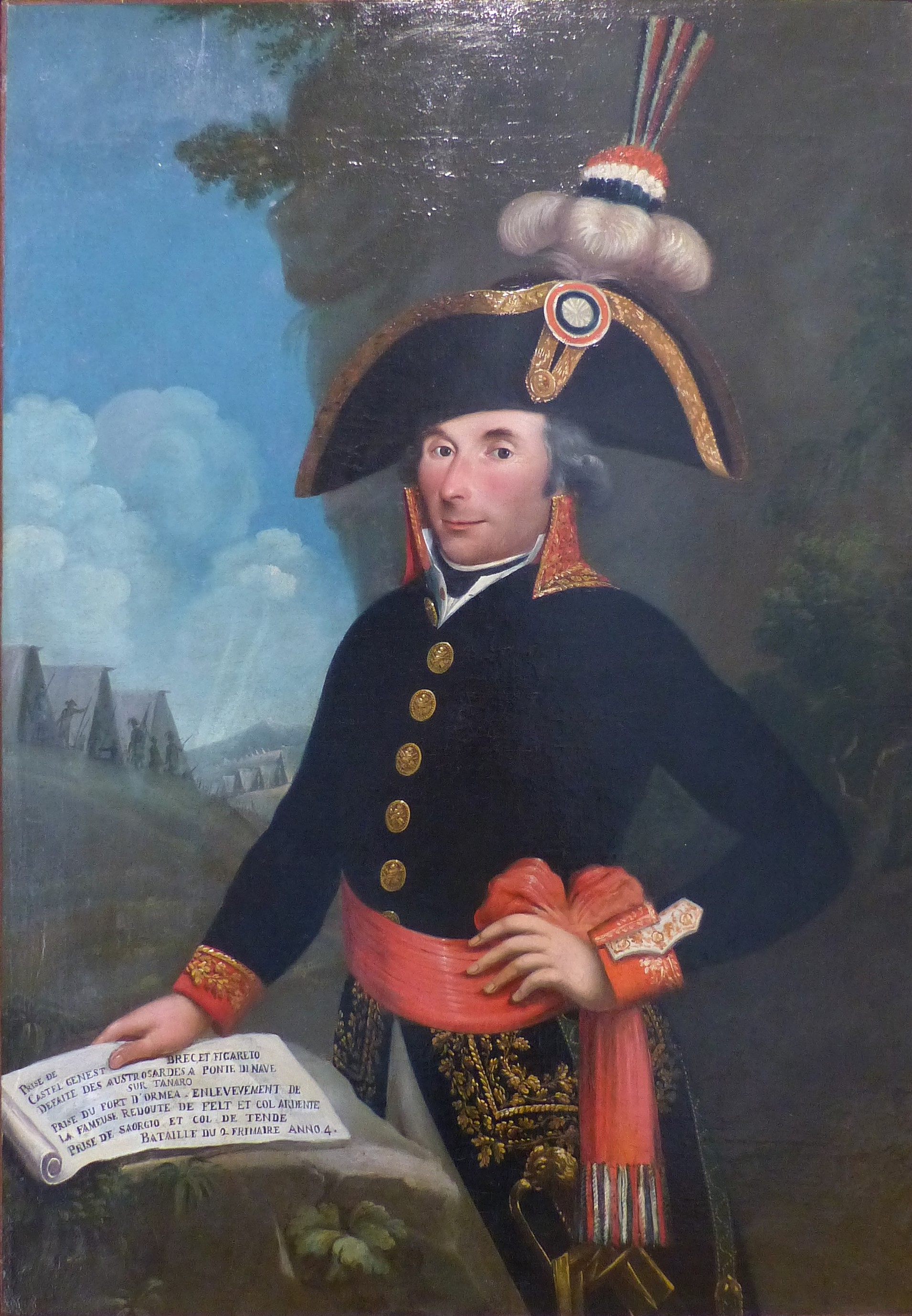
ژنرال آندره ماسنا از ارتش انقلابی فرانسه با کلاه دوگوشه‌ای با کاکل سه رنگ پرچم فرانسه

در قرن‌های ۱۸ و ۱۹، کاکل‌های رنگی در اروپا برای نشان‌دادن وفاداری افراد به برخی از جناح‌های سیاسی، یا نشان دادن رتبه‌شان یا نشان‌دادن سرزندگی یک خدمتکار استفاده می‌شد. از آن‌جایی که ارتش‌ها ممکن است انواع مختلفی از یونیفورم‌های مختلف را بپوشند، کاکل‌ها به‌عنوان وسیله‌ای مؤثر و اقتصادی برای شناسایی رسته‌های مختلف نظامی مورد استفاده قرار می‌گرفتند. 
کاکل‌ها معمولا به پهلوی کلاه یا بر یقه‌ٔ مردان و همچنین همچنین روی کلاه یا روی موهای زنان وصل می‌شدند.
برای مثال در فرانسه قبل از انقلاب، کاکل خاندان بوربن تماماً سفید بود.    در پادشاهی بریتانیای کبیر، حامیان یعقوبی‌ها کاکل سفید می‌پوشیدند و در پادشاهی تازه‌تاسیس هانوور کاکل سیاه استفاده می‌شد.     هانوفری‌ها همچنین به تمام اشراف آلمانی حق پوشیدن کاکل سیاه در بریتانیا را اعطا کرده بودند.
در جریان شورش‌های گوردون در لندن در سال ۱۷۸۰، کاکل آبی به نمادی از احساسات ضددولتی تبدیل شد و توسط اکثر شورش‌کنندگان پوشیده شد.        
ژنرال جورج واشنگتن در طول انقلاب آمریکا پیشنهاد کرد که از کاکل‌های مختلف به عنوان راهکاری برای شناسایی درجه‌ٔ افراد استفاده شود:
از آن‌جایی که ارتش قاره‌ای متأسفانه فاقد یونیفرم است و در نتیجه ناراحتی‌های زیادی باید ناشی از عدم توانایی تشخیص افسران مأمور از سربازان خصوصی باشد، مطلوب است که فوراً یک نشان تمایز ارائه شود. به عنوان مثال، افسران میدانی ممکن است کلاه‌های قرمز یا صورتی رنگ، کاپیتان‌ها زرد و زیر دستان نشان سبز داشته باشند.
با این حال، دیری نگذشت که ارتش قاره‌ای به پوشیدن کاکل سیاهی که از بریتانیا به ارث برده بود، بازگشت. بعدها، زمانی که فرانسه متحد ایالات متحده شد، ارتش قاره‌ای کاکل سفید رژیم پیشین فرانسه را به کاکل سیاه قدیمی خود چسباند. فرانسوی‌ها متقابلاً کاکل سیاه را به کاکل سفید خود می‌چسبانند تا نشانی از اتحاد فرانسه و آمریکا باشد. بنابراین، کاکل سیاه و سفید به عنوان «کاکل اتحادیه» شناخته شد.     
در فتح باستیل، کامی دمولن در ابتدا جمعیت انقلابی را تشویق کرد که لباس سبز بپوشند. این رنگ بعداً رد شد زیرا با شارل دهم مرتبط بود. در عوض، انقلابیون کاکل‌هایی با رنگ های سنتیِ بازوهای پاریس می‌پوشیدند: «قرمز و آبی.» بعداً رنگ سفید بوربون به این کاکل اضافه شد و بدین ترتیب کاکل اصلی فرانسه به‌دست آمد.  بعداً، رنگ‌ها و سبک‌های متمایز کاکل نشان‌دهنده جناح پوشنده آن شد. در ابتدا معانی سبک‌های مختلف کاملاً منسجم نبودند و بر اساس منطقه و دوره تا حدودی متفاوت بودند.

## ارتش اروپا

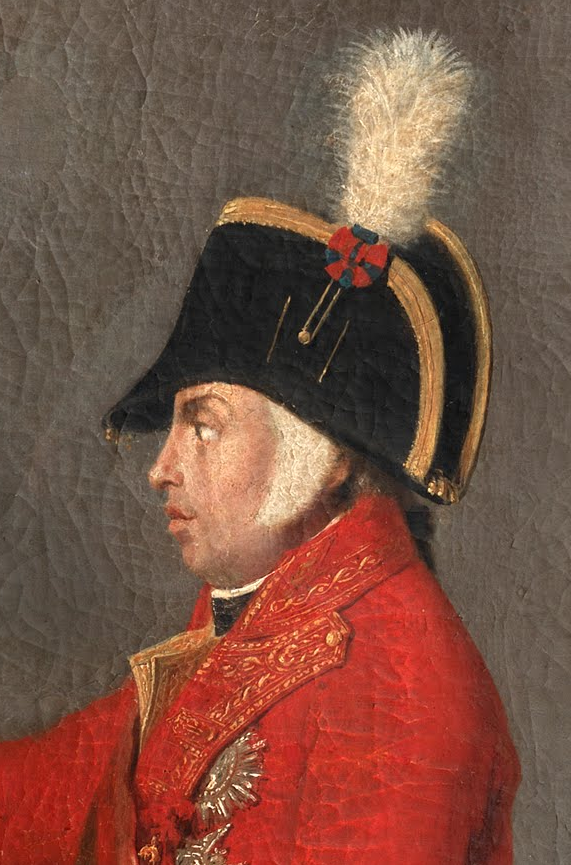
جان ششم از پرتغال با پوشیدن کاکل آبی و قرمز پرتغال روی کلاه خمیده نظامی

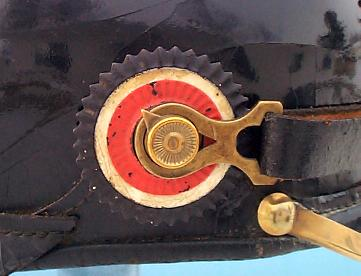
یک کاکل فلزی روی چرخ گردان کلاه ایمنی Pickelhaube.

از قرن پانزدهم، قلمروهای سلطنتی اروپایی مختلف از کاکل‌ها برای نشان دادن ملیت‌های نظامیان خود استفاده می‌کردند.   منشأ آن‌ها به نوار یا روبان رنگی متمایز برمی‌گردد که ارتش‌های قرون وسطی متاخر یا شوالیه‌های دونده بر روی بازوها یا روسری خود می‌پوشیدند تا دوست را از دشمن در میدان نبرد تشخیص دهند. کاکل‌های روبان‌دار بعداً مانند فرانسوی‌ها روی کلاه‌های ایمنی و کلاه‌های لبه‌دار و همچنین روی کلاه‌های خزدار و شاکو استفاده می‌شدند. کاکل های فلزی رنگی در سمت راست کلاه ایمنی استفاده می‌شد. در حالی که کاکل‌های دکمه‌ای کوچک در جلوی کلاه‌های قله‌دار استفاده می‌شدند.   علاوه بر اهمیت این نمادها در نشان دادن وفاداری به یک پادشاه خاص، کاکل رنگی برای ارائه یک علامت میدانی مشترک و اقتصادی در زمانی که رنگ‌های کت‌های متحدالشکل ممکن است بین هنگ‌های یک ارتش به‌طور گسترده متفاوت باشد، استفاده شد. 
در طول جنگ‌های ناپلئون ، ارتش‌های فرانسه و روسیه، کاکل فرانسوی امپراتوری یا کاکل بزرگ‌تر سنت جورج را در جلوی شاکوهای خود سنجاق می‌کردند. 
فرانسه اولین سرویس هوایی را در سال ۱۹۰۹ ایجاد کرد و کاکل سنتی فرانسوی را به عنوان اولین نشان ملی انتخاب کرد که امروزه معمولاً در هواپیماهای نظامی به آن راندل می‌گویند. در طول جنگ جهانی اول، کشورهای دیگر از کاکل‌های ملی استفاده کردند. راندل‌ها تبدیل به نمادی برای شناسایی هواپیماهای نظامی شدند. این طرح ها اغلب دارای یک نقطهٔ مرکزی یا نشان اضافی برای شناسایی بیشتر هواپیماهای ملی هستند. نمشان قدیمی هواپیماهای متعلق به نیروی دریایی فرانسه به شکل یک لنگر است. 

## لیست کاکل‌های ملی

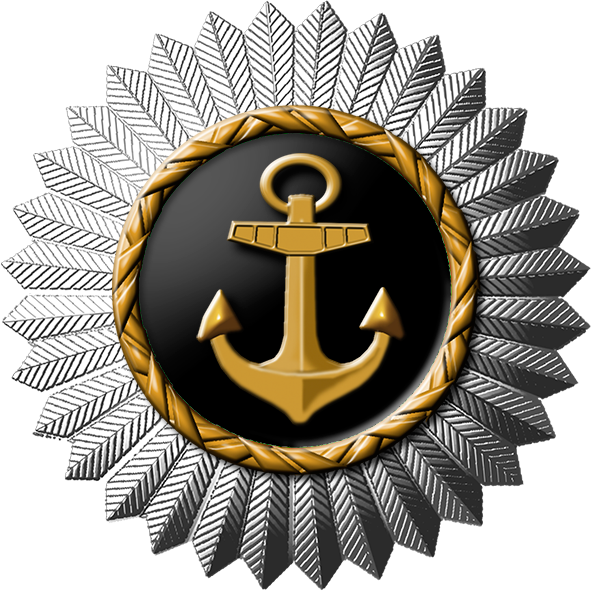
کاکل روی کلاه افراد دارای گواهینامه که در سرویس خلبانی فنلاند خدمت می‌کنند، ۱۹۱۳.

در زیر لیستی از کاکل‌های ملی (رنگ‌های فهرست شده از مرکز به حلقه) آمده است:  
| کشور و تاریخ                               | توصیف                                                         | تصویر |
| ------------------------------------------ | ------------------------------------------------------------- | ----- |
| آلبانی                                     | قرمز - مشکی - قرمز                                            |       |
| آرژانتین                                   | آبی آسمانی - سفید - آبی آسمانی                                |       |
| ارمنستان                                   | نارنجی - زرد - قرمز                                           |       |
| اتریشاز ۱۹۱۸                               | مشکی - طلایی                                                  |       |
| اتریشاز ۱۹۱۸                               | قرمز - سفید - قرمز                                            |       |
| جمهوری آذربایجان                           | سبز - قرمز - آبی روشن                                         |       |
| بلژیک                                      | مشکی - زرد - قرمز                                             |       |
| بولیوی (۱۸۲۵-۱۸۲۶)                         | سبز - قرمز - سبز (با ۵ ستاره در مرکز)                         |       |
| بولیوی (۱۸۲۶-۱۸۵۱)                         | سبز - قرمز - زرد                                              |       |
| بولیوی                                     | سبز - زرد - قرمز                                              |       |
| بلغارستان                                  | قرمز - سبز - سفید                                             |       |
| برزیل                                      | آبی - زرد - سبز                                               |       |
| شیلی                                       | آبی - سفید - قرمز (با ۵ ستاره در مرکز)                        |       |
| کلمبیا                                     | زرد - آبی - قرمز                                              |       |
| کرواسی                                     | قرمز - سفید - آبی                                             |       |
| چکسلواکی(۱۹۲۰-۱۹۹۳)                        | سفید-قرمز-آبی                                                 |       |
| جمهوری چک                                  | سفید-قرمز-آبی                                                 |       |
| دانمارک(اوایل قرن ۱۹)                      | مشکی                                                          |       |
| دانمارک                                    | قرمز-سفید-قرمز                                                |       |
| مصر(۱۹۲۲-۱۹۵۳)                             | سبز-سفید-سبز                                                  |       |
| مصر                                        | مشکی-سفید-قرمز                                                |       |
| اتیوپی(تا ۱۹۳۶)                            | سبز-زرد-قرمز                                                  |       |
| اتیوپی                                     | قرمز-زرد-سبز                                                  |       |
| اکوادور                                    | قرمز-آبی-زرد                                                  |       |
| استونی                                     | سفید-مشکی-آبی                                                 |       |
| فنلاند                                     | سفید-آبی-سفید                                                 |       |
| فرانسه(۱۷۹۴–۱۸۱۴، ۱۸۱۵ و از ۱۸۳۰ تاکنون)   | آبی-سفید-قرمز                                                 |       |
| فرانسه(پیش از ۱۷۹۴، ۱۸۱۴–۱۸۱۵ و ۱۸۱۵–۱۸۳۰) | سفید                                                          |       |
| گابن                                       | سبز-زرد-آبی روشن                                              |       |
| آلمان(۱۹۱۸–۱۹۳۲ و از ۱۹۴۵)                 | مشکی-قرمز-طلایی                                               |       |
| آلمان(۱۸۷۱–۱۹۱۸ و ۱۹۳۲–۱۹۴۵)               | قرمز-سفید-مشکی                                                |       |
| کنفدراسیون آلمان (۱۸۴۸–۱۸۷۱)               | طلایی-قرمز-مشکی                                               |       |
| آلمان شرقی(۱۹۴۹-۱۹۹۰)                      | طلایی-قرمز-مشکی                                               |       |
| گرجستان(۱۹۹۰–۲۰۰۴)                         | مشکی-سفید-قرمز شرابی                                          |       |
| غنا                                        | سبز-زرد-قرمز                                                  |       |
| یونان(۱۸۲۲)                                | سفید-آبی-سفید                                                 |       |
| یونان(۱۸۳۳)                                | آبی-سفید                                                      |       |
| یونان                                      | آبی-سفید                                                      |       |
| مجارستان                                   | سبز-سفید-قرمز                                                 |       |
| ایسلند                                     | آبی-سفید-قرمز-سفید-آبی                                        |       |
| هند                                        | سبز-سفید-زعفرانی                                              |       |
| ایران                                      | قرمز-سفید-سبز                                                 |       |
| جمهوری ایرلند(تا ۱۹۲۲)                     | سبز یا آبی آسمانی                                             |       |
| جمهوری ایرلند(از ۱۹۲۲)                     | سبز-سفید-نارنجی                                               |       |
| ایتالیا(پیش از ۱۸۴۸)                       | آبی ساوی                                                      |       |
| ایتالیا(از ۱۸۴۸)                           | سبز-سفید-قرمز                                                 |       |
| ژاپن                                       | قرمز-سفید                                                     |       |
| کنیا                                       | سبز-سفید-قرمز-سفید-مشکی                                       |       |
| مکزیک                                      | سبز-سفید-قرمز                                                 |       |
| لیتوانی                                    | قرمز-سبز-زرد                                                  |       |
| لتونی                                      | کارمین-سفید-کارمین                                            |       |
| موناکو                                     | سفید-قرمز-سفید                                                |       |
| هلند                                       | نارنجی                                                        |       |
| نیجریه                                     | سبز-سفید-سبز                                                  |       |
| نروژ                                       | قرمز-سفید-آبی-سفید                                            |       |
| پاکستان                                    | سفید-سبز-زرد                                                  |       |
| پاراگوئه                                   | آبی-سفید-قرمز                                                 |       |
| پرو                                        | قرمز-سفید-قرمز                                                |       |
| فیلیپین (۱۸۹۸–۱۹۰۱)                        | قرمز-آبی-نقره‌ای                                               |       |
| لهستان                                     | قرمز-سفید                                                     |       |
| پرتغال(۱۷۹۷–۱۸۲۰ و ۱۸۲۳-۱۸۳۰)              | آبی-قرمز                                                      |       |
| پرتغال(۱۸۲۱–۱۸۲۳ و ۱۸۳۰–۱۹۱۰)              | آبی-سفید                                                      |       |
| پرتغال                                     | سبز-قرمز                                                      |       |
| رومانی                                     | آبی-زرد-قرمز                                                  |       |
| امپراتوری روسیه (تا ۱۹۱۷)                  | مشکی-نارنجی-مشکی-نارنجی-سفید                                  |       |
| روسیه                                      | مشکی-نارنجی-مشکی-نارنجی                                       |       |
| سان مارینو                                 | سفید-آبی                                                      |       |
| صربستان                                    | قرمز-آبی-سفید                                                 |       |
| سیشل (۱۹۷۸-۱۹۹۶)                           | سبز-سفید-قرمز                                                 |       |
| سیرالئون                                   | روشن آبی-سفید-سبز                                             |       |
| اسلوونی                                    | قرمز-آبی-سفید                                                 |       |
| آفریقای جنوبی                              | سبز-قرمز-سفید-آبی                                             |       |
| اسپانیا(تا ۱۸۴۳ و ۱۸۴۴–۱۸۷۱)               | قرمز                                                          |       |
| اسپانیا(۱۸۴۳–۱۸۴۴ و از ۱۸۷۱ تاکنون)        | قرمز-زرد-قرمز                                                 |       |
| سوئد(نظامی)                                | زرد                                                           |       |
| سوئد(غیرنظامی)                             | آبی-زرد                                                       |       |
| تایلند                                     | قرمز-سفید-آبی-سفید-قرمز                                       |       |
| ترکیه                                      | قرمز-سفید-قرمز                                                |       |
| اوکراین                                    | روشن آبی-زرد                                                  |       |
| بریتانیا                                   | سفید (دودمان استوارت)، مشکی (دودمان هانوفری‌ها)، قرمز-سفید-آبی |       |
| ایالات متحده آمریکا(جنگ استقلال)           | مشکی-سفید-مشکی                                                |       |
| ایالات متحده آمریکا(قرن ۱۹)                | آبی با یک عقاب در مرکز                                        |       |
| ایالات متحده آمریکا                        | سفید-آبی-قرمز                                                 |       |
| اروگوئه (۱۸۲۸-۱۹۱۶)                        | آبی آسمانی                                                    |       |
| اروگوئه (غیرنظامی)                         | آبی-سفید-آبی-سفید-آبی-سفید-آبی-سفید                           |       |
| اروگوئه (نظامی)                            | آبی-سفید-آبی (با یک خط مورب قرمز)                             |       |
| اروگوئه (پلیس)                             | قرمز-سفید-آبی                                                 |       |
| ونزوئلا                                    | قرمز-آبی-زرد                                                  |       |
| جمهوری فدرال سوسیالیستی یوگسلاوی           | آبی-سفید-قرمز                                                 |       |

### ایالات جزء امپراتوری آلمان (۱۸۷۱-۱۹۱۸)

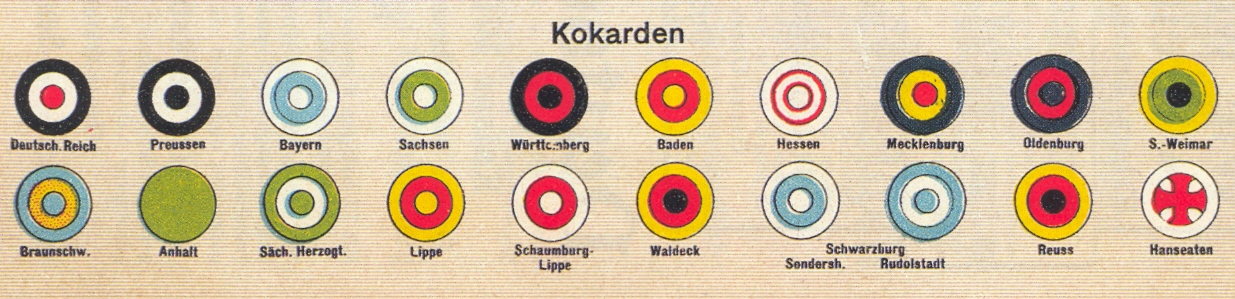
کاکل های امپراتوری آلمان

امپراتوری آلمان ، علاوه بر کوکاد ملی، برای چندین ایالت خود نیز کاکل‌هایی داشت،  که در جدول زیر مشاهده می شود:
| حالت                                          | شرح                      |
| --------------------------------------------- | ------------------------ |
| آنهالت                                        | سبز                      |
| بادن                                          | زرد-قرمز-زرد             |
| بایرن                                         | سفید-آبی-آبی-سفید        |
| برانزویک                                      | آبی-زرد-آبی              |
| شهرهای هانسی ( برمن ، هامبورگ ، لوبک )        | سفید با صلیب قرمز        |
| هسن                                           | سفید-قرمز-سفید-قرمز-سفید |
| لیپه                                          | زرد-قرمز-زرد             |
| مکلنبورگ-شورین و استرلیز                      | قرمز-زرد-آبی             |
| اولدنبورگ                                     | آبی-قرمز-آبی             |
| پروس                                          | سیاه-سفید-سیاه           |
| رویس گرا و گریز                               | سیاه-قرمز-زرد            |
| Saxe-Altenburg ، -Coburg و Gotha و -Meiningen | سبز-سفید-سبز             |
| ساکس وایمار                                   | سیاه-زرد-سبز             |
| ساکسونی                                       | سفید-سبز-سفید            |
| شاومبورگ-لیپه                                 | آبی-قرمز-سفید            |
| شوارتزبورگ-رودولشتات                          | آبی-سفید-آبی             |
| شوارتزبورگ-سوندرهاوزن                         | سفید-آبی-سفید            |
| والدک                                         | سیاه-قرمز-زرد            |
| وورتمبرگ                                      | سیاه-قرمز-سیاه           |

## همچنین ببینید
- راندل